# Giá vốn hàng bán
Giá vốn hàng bán (COGS) là giá trị tồn trữ của hàng bán trong một thời gian cụ thể.
Chi phí được liên kết với hàng hóa cụ thể bằng cách sử dụng một trong nhiều công thức sau như Xác định cụ thể, Nhập trước – Xuất trước (FIFO) hoặc Chi phí trung bình. Chi phí bao gồm tất cả các chi phí mua, chi phí chuyển đổi và các chi phí khác phát sinh trong việc đưa hàng tồn kho đến vị trí và điều kiện hiện tại của chúng. Chi phí hàng hóa của các doanh nghiệp bao gồm vật liệu, lao động và chi phí phân bổ. Các chi phí của những hàng hóa chưa bán được hoãn lại như chi phí của hàng tồn kho cho đến khi hàng tồn kho được bán hoặc ghi giảm giá trị.

## Tổng quan
Nhiều doanh nghiệp bán hàng hóa mà họ đã mua hoặc sản xuất. Khi hàng hóa được mua hoặc sản xuất, chi phí liên quan đến hàng hóa đó được vốn hóa như là một phần của hàng tồn kho (hoặc tồn kho) của hàng hóa.  Các chi phí này được coi là chi phí trong kỳ kinh doanh ghi nhận thu nhập từ việc bán hàng hóa.
Việc xác định chi phí đòi hỏi phải lưu giữ hồ sơ về hàng hóa hoặc nguyên vật liệu được mua và bất kỳ khoản giảm giá nào cho việc mua hàng đó. Ngoài ra, nếu hàng hóa được sửa đổi, doanh nghiệp phải xác định các chi phí phát sinh trong việc sửa đổi hàng hóa. Chi phí sửa đổi này bao gồm lao động, vật tư hoặc tài liệu bổ sung, giám sát, kiểm soát chất lượng và sử dụng thiết bị. Nguyên tắc xác định chi phí có thể dễ dàng được nêu, nhưng việc áp dụng trong thực tế thường khó khăn do có nhiều cân nhắc trong việc phân bổ chi phí.
Giá vốn hàng bán cũng có thể phản ánh sự điều chỉnh. Trong số các điều chỉnh tiềm năng, giá trị của hàng hóa giảm (nghĩa là giá trị thị trường thấp hơn chi phí), lỗi thời, hư hỏng, v.v.
Khi nhiều hàng hóa được mua hoặc sản xuất, có thể cần phải xác định chi phí liên quan đến hàng hóa cụ thể nào được bán. Điều này có thể được thực hiện bằng cách sử dụng quy ước nhận dạng, chẳng hạn như nhận dạng cụ thể hàng hóa, nhập trước xuất trước (FIFO) hoặc chi phí trung bình. Các hệ thống thay thế có thể được sử dụng ở một số quốc gia, chẳng hạn như LIFO (nhập sau, xuất trước), phương pháp lợi nhuận gộp, phương pháp bán lẻ hoặc kết hợp các phương pháp trên.
Giá vốn hàng bán có thể giống nhau hoặc khác nhau tùy mục đích kế toán và thuế, tùy thuộc vào quy định của khu vực tài phán cụ thể. Một số chi phí được gộp trong giá vốn hàng bán. Các chi phí được gộp trong giá vốn không thể được khấu trừ một lần nữa như là một chi phí kinh doanh. Chi phí vốn hàng bán bao gồm:
- Chi phí sản phẩm hoặc nguyên liệu, bao gồm cước vận chuyển hoặc phí vận chuyển;
- Chi phí lưu trữ sản phẩm mà doanh nghiệp bán;
- Chi phí lao động trực tiếp cho người lao động sản xuất sản phẩm; và
- Chi phí đầu tư nhà máy.
- Khấu hao

## Tầm quan trọng của hàng tồn kho
Hàng tồn kho có ảnh hưởng đáng kể đến lợi nhuận. Doanh nghiệp sản xuất hoặc mua hàng để bán phải theo dõi tồn kho theo tất cả các quy tắc về kế toán và thuế thu nhập.Sau đây là một ví dụ minh họa: Fred mua phụ tùng ô tô và bán lại chúng. Trong năm 2008, Fred mua các bộ phận trị giá 100 đô la. Anh bán các bộ phận với giá 80 đô la mà anh đã mua với giá 30 đô la và có giá trị còn lại là 70 đô la. Trong năm 2009, anh bán phần còn lại cho 180 đô la. Nếu anh theo dõi hàng tồn kho, lợi nhuận của anh trong năm 2008 là 50 đô la và lợi nhuận của anh trong năm 2009 là 110 đô la hoặc tổng cộng 160 đô la. Nếu anh ta khấu trừ tất cả các chi phí trong năm 2008, anh ta sẽ mất 20 đô la trong năm 2008 và lợi nhuận 180 đô la trong năm 2009. Tổng số là như nhau, nhưng thời gian là khác nhau. Hầu hết các quy định về kế toán và thuế thu nhập của quốc gia (nếu quốc gia có thuế thu nhập) yêu cầu sử dụng hàng tồn kho cho tất cả các doanh nghiệp thường xuyên bán hàng hóa mà họ đã sản xuất hoặc mua.

## Giá vốn hàng bán cho hàng hóa bán lại
Giá vốn hàng hóa được mua để bán lại bao gồm giá mua cũng như tất cả các chi phí mua lại khác, không bao gồm bất kỳ khoản giảm giá nào.
Các chi phí bổ sung có thể bao gồm cước vận chuyển phải trả để mua hàng hóa, thuế hải quan, thuế doanh thu hoặc thuế sử dụng không thể thanh toán cho các vật liệu được sử dụng và phí được thanh toán cho việc mua lại. Đối với báo cáo tài chính,chi phí thời kì như bộ phận thu mua, nhà kho và các chi phí hoạt động khác thường không được coi là một phần của hàng tồn kho hoặc giá vốn hàng bán. Đối với mục đích thuế thu nhập của Hoa Kỳ, một số chi phí trong giai đoạn này phải được viết hoa như một phần của hàng tồn kho. Chi phí bán hàng, đóng gói và vận chuyển hàng hóa cho khách hàng được coi là chi phí hoạt động liên quan đến việc bán hàng. Cả hai tiêu chuẩn kế toán quốc tế và Hoa Kỳ yêu cầu một số chi phí bất thường nhất định, chẳng hạn như các chi phí liên quan đến công suất nhàn rỗi, phải được coi là chi phí chứ không phải là một phần của hàng tồn kho.
Giảm giá phải được khấu trừ từ chi phí của hàng tồn kho đã mua như sau:
- Chiết khấu thương mại (giảm giá hàng hóa mà nhà sản xuất hoặc người bán sỉ cung cấp cho nhà bán lẻ) - bao gồm chiết khấu luôn được cho phép, bất kể thời điểm thanh toán.
- Giảm giá của nhà sản xuất — được dựa trên giao dịch mua của đại lý trong năm.
- Chiết khấu tiền mặt (giảm giá hóa đơn mà người bán cung cấp nếu đại lý thanh toán ngay lập tức hoặc trong một khoảng thời gian nhất định) —nó có thể giảm giá vốn hàng bán hoặc có thể được xử lý riêng lẻ dưới dạng tổng thu nhập.[7]

Thuế giá trị gia tăng nói chung không được coi là một phần của giá vốn hàng bán nếu nó có thể được sử dụng làm tín dụng đầu vào hoặc có thể được thu hồi từ cơ quan thuế.

## Giá vốn hàng hóa của doanh nghiệp
Chi phí sản xuất hàng hóa trong doanh nghiệp phải bao gồm tất cả chi phí sản xuất.  Các thành phần chính của chi phí thường bao gồm:
- Các bộ phận, nguyên liệu và vật tư được sử dụng,
- Lao động, bao gồm các chi phí liên quan như thuế tiền lương và lợi ích, và
- Chi phí đầu tư của doanh nghiệp được phân bổ cho sản xuất.

Hầu hết các doanh nghiệp thực hiện nhiều hơn một mục cụ thể. Do đó, chi phí phát sinh cho nhiều mặt hàng thay vì một mặt hàng cụ thể. Xác định xem mỗi thành phần trong số các thành phần này phân bổ cho các hàng hóa cụ thể yêu cầu theo dõi các chi phí cụ thể hoặc thực hiện một số phân bổ chi phí. Các bộ phận và nguyên liệu thường được theo dõi đến các bộ cụ thể (ví dụ: lô hoặc hàng hóa sản xuất) của hàng hóa, sau đó được phân bổ cho từng mặt hàng.
Chi phí lao động bao gồm lao động trực tiếp và lao động gián tiếp. Chi phí lao động trực tiếp là tiền lương trả cho những nhân viên dành toàn bộ thời gian làm việc trực tiếp trên sản phẩm đang được sản xuất. Chi phí lao động gián tiếp là tiền lương trả cho các nhân viên nhà máy khác tham gia vào sản xuất. Chi phí thuế biên chế và phụ cấp thường được bao gồm trong chi phí lao động, nhưng có thể được coi là chi phí chìm (overhead). Chi phí lao động có thể được phân bổ cho một khoản mục hoặc tập hợp các mặt hàng dựa trên hồ sơ chấm công.
Chi phí nguyên liệu bao gồm nguyên liệu trực tiếp, cũng như nguồn cung cấp và vật liệu gián tiếp. Trường hợp nguồn cung cấp không ngẫu nhiên được duy trì thì người nộp thuế phải giữ tồn kho vật tư vì mục đích thuế thu nhập, tính vào chi phí hoặc giá vốn hàng bán như đã sử dụng thay vì được mua.
Vật liệu và lao động có thể được phân bổ dựa trên kinh nghiệm quá khứ, hoặc chi phí tiêu chuẩn. Trường hợp vật liệu hoặc chi phí lao động trong một thời kì không đạt tới hoặc vượt quá số tiền chi phí tiêu chuẩn dự kiến, một phương sai được ghi lại. Các chênh lệch này sau đó được phân bổ giữa giá vốn hàng bán và hàng tồn kho còn lại vào cuối kỳ.
Việc xác định chi phí chìm thường liên quan đến việc đưa ra các giả định về chi phí nào nên được liên kết với các hoạt động sản xuất và những chi phí nào nên được liên kết với các hoạt động khác. Các phương pháp kế toán chi phí truyền thống cố gắng đưa ra những giả định dựa trên kinh nghiệm trong quá khứ và phán đoán quản lý như các mối quan hệ thực tế. Tính chi phí dựa trên hoạt động để phân bổ chi phí dựa trên những yếu tố thúc đẩy doanh nghiệp phải gánh chi phí.
Chi phí chìm thường được phân bổ cho các bộ hàng hóa sản xuất dựa trên tỷ lệ số giờ lao động hoặc chi phí hoặc tỷ lệ vật liệu được sử dụng để sản xuất bộ hàng hóa. Chi phí chung có thể được gọi là chi phí chung nhà máy hoặc gánh nặng của nhà máy đối với các chi phí phát sinh ở cấp nhà máy hoặc gánh nặng chi phí chung cho các chi phí phát sinh ở cấp tổ chức. Trong trường hợp giờ lao động được sử dụng, tỷ lệ gánh nặng hoặc chi phí chìm mỗi giờ lao động có thể được cộng thêm với chi phí lao động. Các phương pháp khác có thể được sử dụng để kết hợp chi phí chìm với hàng hóa cụ thể được tạo ra. Tỷ lệ chi phí chìm có thể là giá tiêu chuẩn, trong trường hợp này có thể có chênh lệch hoặc có thể được điều chỉnh cho từng bộ hàng được sản xuất.

## Quy ước nhận dạng
Trong một số trường hợp, chi phí hàng bán có thể được xác định bằng mặt hàng đã bán. Tuy nhiên, thông thường, danh tính hàng hóa bị mất giữa thời điểm mua hoặc sản xuất và thời điểm bán hàng. Xác định hàng hóa nào đã được bán và chi phí của những hàng hóa đó, đòi hỏi phải xác định hàng hóa hoặc sử dụng một quy ước để giả định hàng hóa nào đã được bán. Điều này có thể được gọi là giả định dòng chảy chi phí hoặc giả định xác định khoảng không quảng cáo hoặc quy ước.  Các phương pháp sau đây có sẵn ở nhiều khu vực pháp lý để liên kết chi phí với hàng hóa đã bán và hàng hóa vẫn còn trong tay:
- Xác định cụ thể. Theo phương pháp này, các mục cụ thể được xác định và chi phí được theo dõi đối với từng mục.[12] Điều này có thể yêu cầu lưu trữ hồ sơ đáng kể. Phương pháp này không thể được sử dụng khi hàng hóa hoặc vật phẩm không thể phân biệt được hoặc có thể thay thế được.
- Chi phí trung bình. Phương pháp chi phí trung bình dựa trên chi phí đơn vị trung bình để tính toán chi phí của các đơn vị đã bán và tồn kho cuối kỳ. Một số biến thể về phép tính có thể được sử dụng, bao gồm bình quân gia quyền và bình quân di động.
- Nhập trước - Xuất trước (FIFO) giả định rằng các mặt hàng được mua hoặc sản xuất đầu tiên được bán trước. Chi phí hàng tồn kho cho mỗi đơn vị hoặc vật phẩm được xác định tại thời điểm thực hiện hoặc mua lại. Chi phí lâu đời nhất (nhập trước) sau đó được khớp với doanh thu và được phân bổ vào giá vốn hàng bán.
- Nhập sau - Xuất trước (LIFO) là sự đảo ngược của FIFO. Một số hệ thống cho phép xác định chi phí hàng hóa tại thời điểm được mua hoặc thực hiện, nhưng phân bổ chi phí cho hàng hóa bán theo giả định rằng hàng hóa được thực hiện hoặc mua lại lần cuối được bán trước. Chi phí của hàng hóa cụ thể mua hoặc thực hiện được thêm vào một hồ bơi chi phí cho các loại hàng hoá. Theo hệ thống này, doanh nghiệp có thể duy trì chi phí theo FIFO nhưng theo dõi một khoản bù đắp theo hình thức dự trữ LIFO. Khoản dự trữ như vậy (tài sản hoặc tài sản cố định) thể hiện sự khác biệt về chi phí kiểm kê theo các giả định của FIFO và LIFO. Số tiền này có thể khác nhau đối với báo cáo tài chính và mục đích thuế ở Hoa Kỳ.
- LIFO theo giá đô la. Theo biến thể này của LIFO, tăng hoặc giảm trong dự trữ LIFO được xác định dựa trên giá trị đồng đô la chứ không phải là số lượng.
- Phương thức hàng tồn kho bán lẻ. Người bán lại hàng hóa có thể sử dụng phương pháp này để đơn giản hóa việc lưu trữ hồ sơ. Chi phí tính toán của hàng hóa trong tay vào cuối kỳ là tỷ lệ chi phí của hàng hóa được mua vào giá trị bán lẻ của hàng hóa theo giá trị bán lẻ của hàng hóa trong tay. Chi phí của hàng hóa thu được bao gồm hàng tồn kho bắt đầu như giá trị trước đó cộng với mua hàng. Giá vốn hàng bán sau đó là hàng tồn kho bắt đầu cộng với việc mua ít hơn chi phí tính toán của hàng hóa trong tay vào cuối kỳ.

## Thí dụ
Jane sở hữu một doanh nghiệp bán lại máy móc. Vào đầu năm 2009, cô ấy không có máy móc hoặc các bộ phận trong tay. Cô mua máy A và B với giá 10/máy, và sau đó mua máy C và D cho 12/máy. Tất cả các máy đều giống nhau, nhưng chúng có số sê-ri. Jane bán máy A và C với giá 20/máy. Chi phí bán hàng của cô ấy phụ thuộc vào phương thức kiểm kê của cô ấy. Theo nhận dạng cụ thể, chi phí bán hàng là 10 + 12, chi phí cụ thể của máy A và C. Nếu cô sử dụng FIFO, chi phí của cô là 20 (10 + 10). Nếu cô ấy sử dụng chi phí trung bình, chi phí của cô ấy là 22 ((10 + 10 + 12 + 12) / 4 x 2). Nếu cô ấy sử dụng LIFO, chi phí của cô ấy là 24 (12 + 12). Do đó, lợi nhuận của cô cho mục đích kế toán và thuế có thể là 20, 18 hoặc 16, tùy thuộc vào phương pháp kiểm kê của cô. Sau khi bán hàng, giá trị tồn kho của cô là 20, 22 hoặc 24.
Sau khi kết thúc năm, Jane quyết định cô có thể kiếm nhiều tiền hơn bằng cách cải thiện máy B và D. Cô mua và sử dụng 10 bộ phận và vật tư, và phải mất 6 giờ với chi phí 2/giờ để thực hiện những cải tiến cho mỗi máy. Jane có chi phí, bao gồm tiền thuê và điện. Cô tính toán rằng chi phí đầu vào tăng thêm 0.5 mỗi giờ cho chi phí của cô. Vì vậy, Jane đã dành 20 để cải thiện mỗi máy (10/2 + 12 + (6 x 0.5)). Cô bán máy D cho 45. Chi phí của cô cho máy đó phụ thuộc vào phương pháp kiểm kê của cô. Nếu cô ấy sử dụng FIFO, chi phí của máy D là 12 cộng với 20 cô ấy đã chi tiêu nó, vì lợi nhuận là 13. Hãy nhớ rằng, cô ấy đã sử dụng hết hai hạng mục chi phí 10 đã có trong FIFO. Nếu cô ấy sử dụng chi phí trung bình, nó là 11 cộng với 20, cho lợi nhuận là 14. Nếu cô ấy sử dụng LIFO, chi phí sẽ là 10 cộng với 20 với lợi nhuận là 15.
Vào năm thứ 3, Jane bán máy cuối cùng 38 và bỏ công việc kinh doanh. Cô phục hồi chi phí cuối cùng của mình. Tổng lợi nhuận của cô trong ba năm là như nhau theo tất cả các phương pháp kiểm kê. Chỉ có thời gian thu nhập và số dư hàng tồn kho khác nhau. Dưới đây là so sánh theo FIFO, Chi phí trung bình và LIFO:
| Giá vốn hàng bán | Giá vốn hàng bán | Giá vốn hàng bán | ------ Lợi nhuận ------ | ------ Lợi nhuận ------ | ------ Lợi nhuận ------ |             |      |
| Năm              | Doanh số         | FIFO             | Trung bình.             | LIFO                    | FIFO                    | Trung bình. | LIFO |
| 1                | 40               | 20               | 22                      | 24                      | 20                      | 18          | 16   |
| 2                | 45               | 32               | 31                      | 30                      | 13                      | 14          | 15   |
| 3                | 38               | 32               | 31                      | 30                      | 6                       | 7           | 8    |
| Total            | 123              | 84               | 84                      | 84                      | 39                      | 39          | 39   |

## Ghi giảm và phụ cấp khuyến khích (allowance)
Giá trị hàng hóa do một doanh nghiệp nắm giữ có thể giảm do một số yếu tố. Các hàng hóa có thể chứng minh là khiếm khuyết hoặc dưới tiêu chuẩn chất lượng bình thường (không bình thường). Hàng hóa có thể trở nên lỗi thời. Giá trị thị trường của hàng hóa có thể đơn giản suy giảm do các yếu tố kinh tế.
Trường hợp giá trị thị trường của hàng hóa đã giảm vì bất kỳ lý do gì, doanh nghiệp có thể chọn để định giá hàng tồn kho của mình ở mức thấp hơn chi phí hoặc giá trị thị trường, còn được gọi là giá trị thuần có thể thực hiện được. Điều này có thể được ghi nhận bằng cách tích luỹ chi phí (tức là tạo dự trữ hàng tồn kho) cho việc giảm giá do lỗi thời... Thu nhập thuần của kỳ hiện tại cũng như giá trị hàng tồn kho thuần vào cuối kỳ được giảm cho giá trị giảm.
Bất kỳ tài sản nào được tổ chức bởi doanh nghiệp đều có thể bị giảm giá trị hoặc bị hỏng do các sự kiện bất thường, chẳng hạn như hỏa hoạn. Mất giá trị khi hàng hóa bị phá hủy được tính là mất mát và tồn kho được ghi đầy đủ. Nói chung, khoản lỗ này được ghi nhận cho cả báo cáo tài chính và mục đích thuế. Tuy nhiên, số lượng sách và thuế có thể khác nhau theo một số hệ thống.

## Các quan điểm thay thế
Các giải pháp thay thế cho kế toán chi phí truyền thống đã được đề xuất bởi các nhà lý thuyết quản lý khác nhau. Bao gồm:
- Kế toán thông lượng (Throughput Accounting), theo Lý thuyết ràng buộc, theo đó chỉ có chi phí biến đổi hoàn toàn được bao gồm trong giá vốn hàng bán và hàng tồn kho được coi là đầu tư.
- Kế toán tinh gọn (Lean accounting), trong đó hầu hết các phương pháp tính chi phí truyền thống được bỏ qua để ủng hộ việc đo lường "dòng giá trị" hàng tuần.
- Kế toán tiêu thụ tài nguyên, loại bỏ hầu hết các khái niệm kế toán hiện hành có lợi cho việc tính chi phí theo tỷ lệ dựa trên mô phỏng.

Không có quan điểm nào phù hợp với Nguyên tắc kế toán được chấp nhận chung của Hoa Kỳ hoặc Tiêu chuẩn kế toán quốc tế, cũng như không được chấp nhận cho hầu hết các mục đích báo cáo thu nhập hoặc thuế khác.

## Các điều khoản khác
Doanh thu thuần = tổng doanh thu - (chiết khấu, trả lại và phụ cấp của khách hàng)
Lợi nhuận gộp = doanh thu thuần - giá vốn hàng bán
Lợi nhuận trước thuế = tổng lợi nhuận - tổng chi phí hoạt động
Lợi nhuận ròng = lợi nhuận trước thuế- thuế - lãi
Lợi nhuận ròng = doanh thu thuần - giá vốn hàng bán - chi phí hoạt động - thuế - lãi

### Hướng dẫn chính thức
- Kế toán quốc tế các tiêu Chuẩn 2, hàng tồn Kho.
- MỸ thuế Vụ Bố 334, Thuế hướng Dẫn cho kinh Doanh Nhỏ, trang 27-ngày 29 tháng.
- KỲ Tài chính kế Toán Ban Chuẩn HOẠCH 330.